# Semecarpus cassuvium
Semecarpus cassuvium är en sumakväxtart som beskrevs av William Roxburgh. Semecarpus cassuvium ingår i släktet Semecarpus och familjen sumakväxter. Inga underarter finns listade i Catalogue of Life.